# Bad Ischl
Bad Ischl je grad u Gornjoj Austriji od 13.823 stanovnika,koji se nalazi u kotaru Gmunden.
Grad je najvažnije nalazište soli u Austriji, koje pokriva 27% potreba zemlje, uz to je grad poznat kao termalno lječilište (Bad), koje godišnje posjeti 430.000 turista.

## Zemljopisne karakteristike
Bad Ischl leži u srcu Salzkammerguta u Gornjoj Austriji na ušću rijeke 
Ischl u Traunu.

## Povijest
Mjesto je prvi put dokumentirano 1442. kao trgovački centar solju. Ischl je 1466. dobio status trgovišta, Prvi rudnik soli otvoren je 1563. a nakon tog 1571. i solana.

### 19. stoljeće
Bad Ischl je svoj pravi procvat doživio u razdoblju bidermajera, kad je postao ljetna rezidencija cara Franje Josipa I. (1854. – 1914.) nakon što su negdje oko 1823. izgrađene toplice kod termalnog izvora slane vode.
U tom razdoblju podignute su brojne građevine kojima se grad i danas diči Leharovo kazalište (1827., danas kino), kavana (1829. – 1831.), Carska vila s perivojem (obnovljena 1853.), kasnoklasicistčka Gradska vijećnica, Pošta (1893.),  Terapijski centar izgrađen između 1873. – 1875. (obnovljen nakon požara 1965. – 1966.), i kompletno renoviran od 1998. – 1999. u kojemu je danas kongresni i i kazališni centar i Bolnica (1908. – 1910.)
Tijekom 19. stoljeća Bad Ischl bio je glazbeni i kazališni centar u kojem su boravile i nastupale brojne zvijezde onoga doba od J. Brahmsa, Straussa mlađeg, A. Brucknera, 
A. Girardia do E. Kálmána.

## Znamenitosti
Pored Carske vile, najveće znamenitosti grada su županijska crkva Sv. Nikole (1769. – 1780.) s gotičkim zvonikom, Kapela Kalvarija iz 18. stoljeća i hodočasnička crkva u naselju Lauffen, čiji korijeni sežu u 15. stoljeća.
Grad ima muzej Marmorschlössl, s vozilima i avionima.
U Bad Ischlu se svakog ljeta od srpnja do rujna održava festival operete.
Pored grada leži poznato skijalište Katrinalm na planini visokoj 1.542 metara do kog vozi žičara.

## Privreda
U Bad Ischlu je oko 64% zaposlenih 1991. radilo u uslužnom sektoru turizma i administracije. 
Ostali su radili u industriji koja je proizvodila tuš kabine, narodne nošnje, kemikalije i lijekove, a uz to i u rudniku metala.

## Gradovi prijatelji
- Opatija, Hrvatska
- Gödöllő, Mađarska
- Sarajevo, Bosna i Hercegovina

## Galerija
- Carska vila
- Kazalište
- Sofijina promenada
- Gradska kavana
- Leharovo kazalište
- Zgrada okružnog suda

## Vanjske poveznice
- Službena stranica grada